# Zadorauka
Zadorauka (biał. Задораўка; ros. Задоровка, Zadorowka; pol. hist. Zadorówka) – wieś na Białorusi, w obwodzie homelskim, w rejonie homelskim, w sielsowiecie Ciareniczy.
W XIX i w początkach XX w. położona była w Rosji, w guberni mohylewskiej, w powiecie homelskim. Następnie w granicach Związku Sowieckiego. Od 1991 w niepodległej Białorusi.